# Panipak Wongpattanakit
Panipak Wongpattanakit (thaï : พาณิภัค วงศ์พัฒนกิจ; RTGS: Phaniphak Wongphatthanakitest) est une taekwondoïste thaïlandaise née le 8 août 1997 à Surat Thani. Médaillée olympique en bronze dans la catégorie des en moins de 49 kg aux Jeux olympiques d'été de 2016 à Rio, elle décroche cinq ans plus tard en 2021 le titre olympique dans la même catégorie lors des Jeux olympiques de Tokyo, Elle conserve son titre olympique en 2024 en remportant une nouvelle fois la médaille d'or aux Jeux olympiques de Paris,

## Biographie

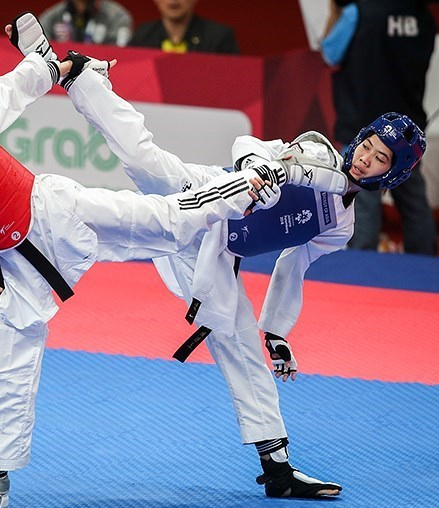
Panipak Wongpattanakit aux Jeux asiatiques de 2018.

Native de Surat Thani, étudiante de l'université Chulalongkorn, Panipak Wongpattanakit remporte son premier titre de championne du monde séniors lors des championnats du monde 2015. Médaillée de bronze olympique à Rio de Janeiro en 2016, Panipak Wongpattanakit est tellement déçue de son résultat qu’elle pense abandonner le sport, une compétition sur laquelle elle revient après une pause de deux mois sans entraînement. 
Après son retour à la compétition, elle remporte son deuxième titre de championne du monde des poids mouches (−49 kg) lors des 2019. Entraînée par le sud-coréen Choi Young-Seok, nationalisé thaïlandais sous le nom de Chatchai Choi, Panipak Wongpattanakit s'impose comme la première combattante de sa catégorie au classement mondial en enchaînant les médailles d'or.
Lors du tournoi olympique de Tokyo, organisé en 2021, Panipak Wongpattanakit remporte le titre olympique en dominant l'Espagnole Adriana Cerezo Iglesias sur le score de 11 points à 10,. À 23 ans, elle devient la première championne olympique thaïlandaise dans ce sport.
Toujours invaincue depuis novembre 2018, Wongpattanakit étend sa série à 36 victoires consécutives en remportant la médaille d'or aux Jeux d'Asie du Sud-Est en mai 2022. En septembre, elle remporte le Grand Prix du monde de taekwondo de Paris.
Elle est médaillée d'argent dans la catégorie des moins de 49 kg aux Championnats du monde de taekwondo 2023 à Bakou.

## Palmarès
- Jeux olympiques :
  - Panipak Wongpattanakit médaillée de bronze au JO de Rio en 2016 Médaille de bronze des poids mouches (- de 49 kg) aux Jeux olympiques 2016 à Rio de Janeiro,  Brésil.

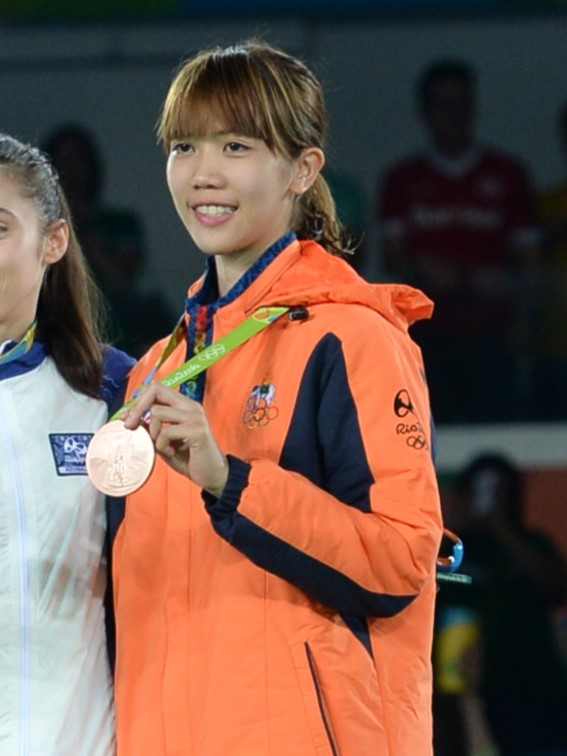
Panipak Wongpattanakit médaillée de bronze au JO de Rio en 2016

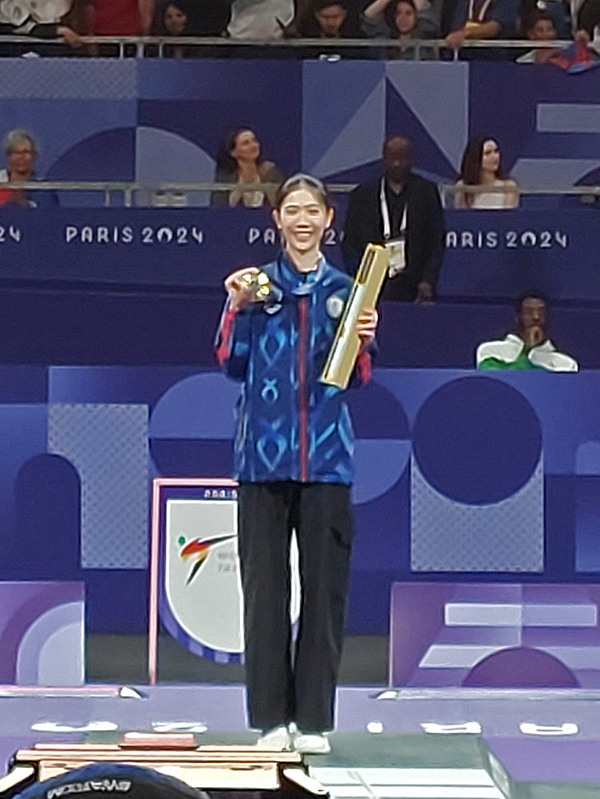
Panipak Wongpattanakit médaillée d'or au JO de Paris en 2024

  -  Médaille d'or des poids mouches (- de 49 kg) aux Jeux olympiques 2020 à Tokyo,  Japon.
  - Panipak Wongpattanakit médaillée d'or au JO de Paris en 2024 Médaille d'or des poids mouches (- de 49 kg) aux Jeux olympiques 2024 à Paris,  France.

- Championnats du monde :
  -  Médaille d'or des poids mouches (- de 49 kg) des Championnats du monde 2015 à Tcheliabinsk,  Russie.
  -  Médaille d'argent des poids mouches (- de 49 kg) des Championnats du monde 2017 à Muju,  Corée du Sud.
  -  Médaille d'or des poids mouches (- de 49 kg) des Championnats du monde 2019 à Manchester,  Royaume-Uni.
  -  Médaille de bronze des poids mouches (- de 49 kg) des Championnats du monde 2022 à Guadalajara,  Mexique.
  -  Médaille d'argent des poids mouches (- de 49 kg) des Championnats du monde 2023 à Bakou,  Azerbaïdjan.

- Universiade
  -  Médaille d'or des poids mouches (- de 49 kg) à l'Universiade d'été de 2017 à Taipei,  Taïwan.
  -  Médaille d'or des poids mouches (- de 49 kg) à l'Universiade d'été de 2019 à Casoria,  Italie.

- Jeux olympiques de la jeunesse
  -  Médaille d'or des moins de 44 kg filles aux Jeux olympiques de la jeunesse de 2014 à Nankin,  Chine.

- Championnats d'Asie :
  -  Médaille d'or des poids fins (- de 46 kg) des Championnats d'Asie 2014 à Tachkent,  Ouzbékistan.
  -  Médaille d'or des poids mouches (- de 49 kg) des Championnats d'Asie 2016 à Pasay,  Philippines.

- Jeux asiatiques :
  -  Médaille de bronze des poids fins (- de 46 kg) aux Jeux asiatiques de 2014 à Incheon,  Corée du Sud.
  -  Médaille de bronze des poids mouches (- de 49 kg) aux Jeux asiatiques de 2018 à Jakarta,  Indonésie.

- Jeux d'Asie du Sud-Est :
  -  Médaille d'argent des poids fins (- de 46 kg) aux Jeux d'Asie du Sud-Est de 2013 à Naypyidaw,  Birmanie.
  -  Médaille d'or des poids mouches (- de 49 kg) aux Jeux d'Asie du Sud-Est de 2017 à Kuala Lumpur,  Malaisie.
  -  Médaille d'or des poids mouches (- de 49 kg) aux Jeux d'Asie du Sud-Est de 2019 aux  Philippines.
  -  Médaille d'or des poids mouches (- de 49 kg) aux Jeux d'Asie du Sud-Est de 2021 au  Viêt Nam.